# Піґ-Біч
Піґ-Біч (англ. Pig Beach, укр. Свинячий пляж) — безлюдний острів у районі Ексума, Багамські Острови. Також відомий під назвами Піґ-Айленд, Мейджор-Кей, Біґ-Мейджор і офіційно Біг-Мейджор-Кей.
Піґ-Біч має неправильну форму, що нагадує чобіт. З півночі на південь острів витягнутий на 1,8 км, найбільша ширина досягає 1,6 км, його приблизна площа — 0,9 км2. На острові є три джерела питної води, що утворюють невеликі озера.
Острів є туристичною пам'яткою: багато хто на нього припливають, щоб подивитися на здичавілих домашніх свиней, які зовсім не бояться людей і люблять приймати водні та сонячні процедури на пляжі, розташованому на заході острова. Свиней підгодовують з яхт, що пропливають поруч, а якщо човен підпливає близько до берега, свині можуть самі заскочити всередину, випрошуючи їжу. За даними на 2014 рік, на острові було близько двох десятків свиней, також там помічено кішок і кіз. Про походження свиней на острові достовірної інформації немає. За однією версією, свиней тут колись залишили моряки одного з кораблів, щоб забрати їх і з'їсти на зворотному шляху, але той корабель так і не повернувся на острів. За іншою, свині вижили після аварії, і найсильніші з них змогли допливти до острова. Дехто вважає, що свиней на острів завезено спеціально, щоб принадити туристів.
Острову присвячена дитяча книга Дженніфер Нолан «Таємниця Свинячого острова», а також пісня Сандри Бойнтон.